# Acacia myrtifolia
Espèce
Acacia myrtifolia est une espèce de plantes à fleurs du genre Acacia et de la famille des Fabaceae. C'est un arbuste originaire d'Australie.
Son épithète spécifique myrtifolia dérive du latin myrtus, « myrte », et folium, « feuille ». C'est un arbuste de 30 cm à 3 m de hauteur et de 2 à 3 m de diamètre. Il a des branches rouges bien distinctives avec des phyllodes vertes lancéolées de 2 à 9 cm de longueur et 0,5 à 3 cm de largeur. Ses fleurs, d'un blanc crème, apparaissent en hiver et au printemps. Elles sont suivies de longues (4 à 7 cm) gousses courbes.
C'est une des premières plantes décrites en Australie, après avoir été illustrée par James Sowerby

## Galerie

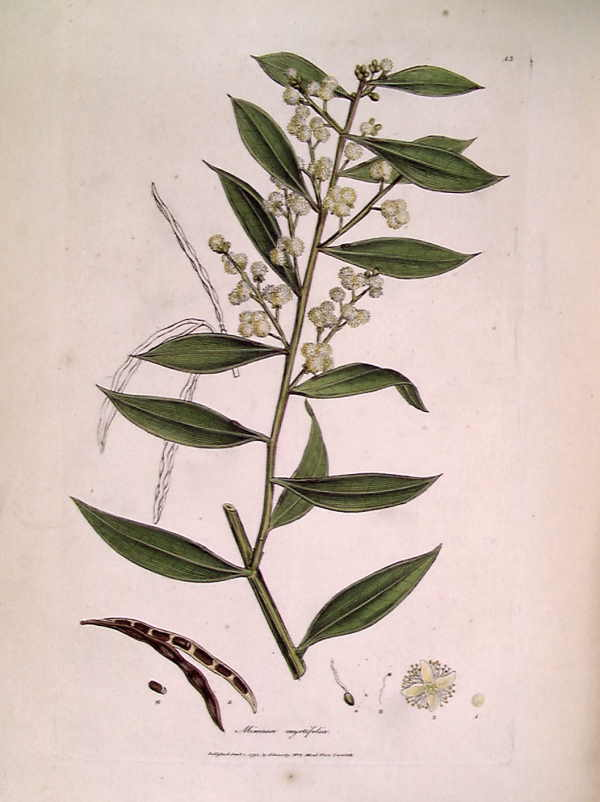
Gravure de James Sowerby, 1793.